# 유진 스토너

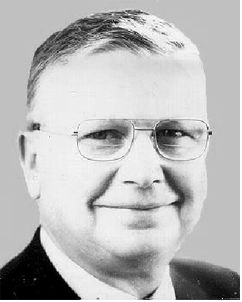
유진 스토너

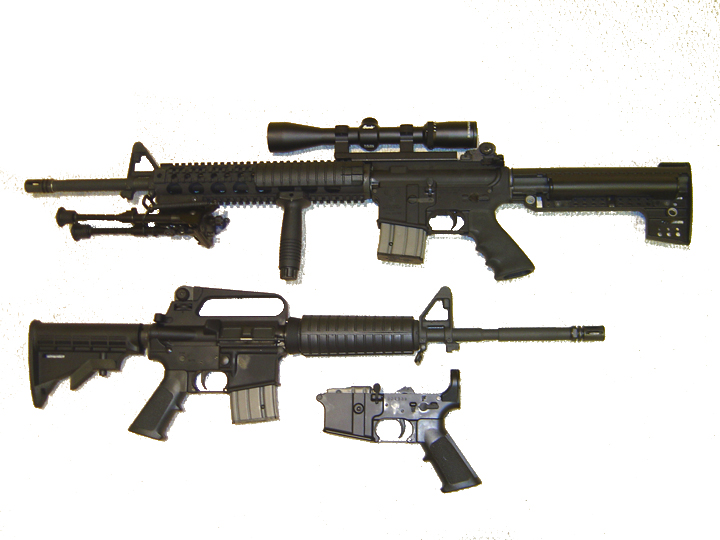
유진 스토너가 개발한 AR-15 라이플

유진 모리슨 스토너(Eugene Morrison Stoner, 1922년 11월 22일 ~ 1997년 4월 24일)는 M16 소총의 원형인 AR-10 소총을 개발한 미국의 총기개발자이다.
유진 스토너, 존 브라우닝(John Browning), 존 개런드(John Garand)는 20세기 최고의 미국인 총기 제작자로 평가받고 있으며, 특히 유진 스토너와 소련의 미하일 칼라시니코프(Михаил Калашников)는 세계 최고의 총기제작자의 양대산맥으로 평가받고 있다. 그의 작품인 M16 소총은 단종되지 않고 현재도 널리 보급되어 쓰이고 있다.

## M-16 소총 개발
유진 스토너는 공군 병사로 군복무를 하던 도중 간이 돌격소총을 개발했는데 그것이 M16 소총의 전신이 된 AR-10이였고 그 후의 수정작업을 거쳐 AR-15를 거쳐 M16 소총을 개발하는 데에 성공했다.
같은 시기에 소련의 미하일 칼라시니코프가 AK-47을 발명했고 두 소총은 각각 자본주의 진영과 공산주의 진영 양쪽에서 대량으로 생산되었다. 이후 유진 스토너는 M-16에 대한 특허를 내고 총기관련사업을 시작해서 백만장자가 되었다.

## 미하일 칼라시니코프와의 관계

### 일화
1997년에 유진 스토너는 라이벌이자 AK-47 소총의 개발자인 미하일 칼라시니코프와 만났다. 두 사람은 상대방이 개발한 소총을 보며 평가했다. 유진 스토너의 M16 소총과 미하일 칼라시니코프의 AK-47 소총은 각각 미국과 소련을 대표하는 소총으로서 둘 다 각각 1억정이 넘게 생산 및 판매되었다.

## 같이 보기
- M16
- AK-47
- 미하일 칼라시니코프
- 돌격소총